# Kanton Marseille-Notre-Dame-Limite
Der Kanton Marseille-Notre-Dame-Limite war von 1982 bis 2015 ein französischer Wahlkreis im Arrondissement Marseille, im Département Bouches-du-Rhône und in der Region Provence-Alpes-Côte d’Azur. Die landesweiten Änderungen in der Zusammensetzung der Kantone brachten im März 2015 seine Auflösung.
Er umfasste Teile des 14. und 15. Arrondissements von Marseille mit den Stadtteilen:

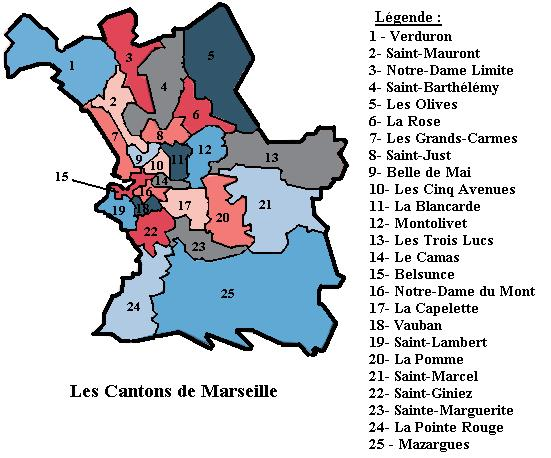
Die Kantonsaufteilung von Marseille bis zum Jahr 2015

- Les Aygalades
- Les Borels
- La Delormes
- Notre-Dame-Limite
- Saint-Antoine
- Saint-Joseph